# The New England Journal of Medicine
The New England Journal of Medicine (tạm dịch: Tạp chí Y khoa New England, viết tắt: NEJM) là tạp chí y khoa hàng tuần do Hiệp hội Y khoa Massachusetts xuất bản. Thành lập vào năm 1812, đây là một trong những tạp chí y khoa được bình duyệt uy tín nhất. Hệ số ảnh hưởng của tạp chí này là 96,2 vào năm 2023, xếp thứ 2 trong số 168 tạp chí trong danh mục "Y học, Tổng quát & Nội khoa". 

## Lịch sử
Vào tháng 9 năm 1811, bác sĩ người Boston John Collins Warren cùng với James Jackson đã đệ trình một bản cáo bạch chính thức để thành lập tạp chí y khoa và triết học mang tên New England Journal of Medicine and Surgery and Collateral Branches of Science (tạm dịch: Tạp chí Y khoa và Phẫu thuật New England và các Ngành Khoa học Phụ trợ). Tạp chí New England Journal of Medicine and Surgery and Collateral Branches of Science ra mắt số đầu tiên vòa tháng 1 năm 1812. Tạp chí được xuất bản hàng quý.
Vào năm 1823, một ấn bản khác mang tên Boston Medical Intelligencer xuất hiện dưới sự chỉ đạo biên tập của Jerome V. C. Smith.
Các biên tập viên của tạp chí New England Journal of Medicine and Surgery and Collateral Branches of Science đã mua tờ Intelligencer hàng tuần với giá 600 đô la Mỹ vào năm 1828, sáp nhập hai ấn phẩm để thành lập Boston Medical and Surgical Journal (tạm dịch: Tạp chí Y khoa và Phẫu thuật Boston) và chuyển từ xuất bản hàng quý sang xuất bản hàng tuần.
Năm 1921, Hiệp hội Y khoa Massachusetts đã mua tạp chí Journal với giá 1 đô la Mỹ (tương đương $16 năm 2022) và đổi tên tạp chí thành The New England Journal of Medicine.
Sự phát triển của tạp chí
- Ấn bản năm 1814 của tạp chí "Journal"
- Ấn bản tạp chí Boston Medical Intelligencer năm 1823
- Ấn bản tạp chí Boston Medical and Surgical Journal năm 1828
- 23 tháng 2 năm 1928, trang bìa The New England Journal of Medicine. Lần đầu tiên tạp chí sử dụng tên được biết đến bây giờ.

## Biểu trưng
Logo của tạp chí là hình cây gậy của Asclepius có quấn một con rắn bắt chéo qua một cây bút lông. Các năm trên logo đại diện cho thời điểm thành lập các bộ phận của tạp chí New England Journal of Medicine: 1812 là năm thành lập The New England Journal of Medicine and Surgery and Collateral Branches of Medical Science, 1823 là năm thành lập tạp chí Boston Medical Intelligencer, 1828 là năm thành lập tạp chí Boston Medical and Surgical Journal và 1928 là năm thành lập tạp chí New England Journal of Medicine.

## Mạng xã hội
Vào ngày 25 tháng 4 năm 1996, tạp chí NEJM công bố một trang web mới. Mỗi tuần, trang web này sẽ đăng tải các bản tóm tắt cho các bài báo nghiên cứu và toàn văn các bài xã luận, trường hợp và thư gửi biên tập viên. Sau 184 năm xuất bản báo in, đây là lần đầu NEJM sử dụng mạng Internet để xuất bản.
Trang web này được ra mắt vào vài tháng trước đó trong năm 1996, nhưng các biên tập viên muốn thấy bằng chứng cho sự hiệu quả của ấn phẩm điện tử hàng tuần. Chỉ khi đó thông báo mới được đồng ý đăng lên trang biên tập. Vào năm 1997, trang web đã bao gồm các bản phát hành trước khi xuất bản của một số bài viết trước khi chúng được xuất bản dưới dạng in. Vào năm 1998, ấn phẩm trực tuyến được mở rộng để bao gồm đầy đủ tất cả các bài viết từ năm 1993 trở đi.
Kể từ khi ra mắt, NEJM đã đưa vào trang web những nội dung sau: 
- Video trong Y học lâm sàng, video giáo dục được bình duyệt để dạy các quy trình đòi hỏi kỹ thuật lành nghề và kiểm tra sức khỏe chuyên sâu.
- Các ca bệnh tương tác, mô phỏng một cuộc khám lâm sàng bằng cách trình bày bệnh sử của bệnh nhân cùng với kết quả khám sức khỏe, xét nghiệm và chụp X-quang. Các câu hỏi trắc nghiệm trong suốt nhằm kiểm tra kiến thức của người làm bài.
- Lưu trữ NEJM, toàn bộ bộ sưu tập tài liệu đã xuất bản của tạp chí.

## Ảnh hưởng
Trang web Giải thưởng George Polk viết rằng giải thưởng năm 1977 của họ dành cho The New England Journal of Medicine: "...đã mang lại khả năng phổ biến cho đại chúng đáng kể đầu tiên cho một ấn phẩm sẽ đạt được sự chú ý và uy tín to lớn trong những thập kỷ tiếp theo."
Tạp chí này thường xuyên có hệ số ảnh hưởng (Impact factor) cao nhất trong số các tạp chí nội khoa. Theo Báo cáo trích dẫn tạp chí, NEJM có hệ số tác động năm 2017 là 79,258, cao nhất trong số 153 tạp chí trong danh mục "Y học tổng quát và nội khoa". Đây là tạp chí duy nhất trong danh mục có hệ số ảnh hưởng từ 70 trở lên. Để so sánh, các tạp chí xếp hạng thứ hai và thứ ba trong danh mục (The Lancet và JAMA) có hệ số ảnh hưởng lần lượt là 53,254 và 47,661.
Theodore Dalrymple cảm thấy rằng tác động này là không xứng đáng. Trong tác phẩm False Positive: A Year of Error, Omission, and Political Correctness in the New England Journal of Medicine (tạm dịch: Dương tính giả: Một năm của lỗi, sự bỏ sót và tính đúng đắn chính trị trong Tạp chí Y khoa New England), ông đã phân tích nhiều bài viết về các vấn đề y tế và xã hội mà NEJM đã xuất bản trong suốt một năm. Ông nhận thấy rằng nhiều người đã đi đến kết luận không được củng cố bởi bằng chứng đã công bố hoặc bỏ qua bằng chứng dễ dàng có sẵn nhưng mâu thuẫn với kết luận của họ.

## Tạp chí chuyên ngành
Vào năm 2022, NEJM đã thành lập một tạp chí phụ mang tên NEJM Evidence. Đây là tạp chí hàng tháng điện tử đăng tải các nghiên cứu gốc. Tạp chí tập trung vào các thử nghiệm lâm sàng và việc ra quyết định.

## Quy tắc Ingelfinger
Tạp chí yêu cầu các bài báo không được xuất bản hoặc phát hành ở nơi khác nếu muốn đăng lên đây. Được gọi là quy tắc Ingelfinger, chính sách nhằm mục đích bảo vệ giá trị đưa tin và đưa nghiên cứu vào quá trình bình duyệt "trước khi công bố với công chúng hoặc giới chuyên môn". Đến năm 1991, bốn ngoại lệ đã được chấp nhận, bao gồm khi "cần thiết phải công bố kết luận nghiên cứu trước khi xuất bản vì có tác động tức thời đến sức khỏe cộng đồng".
Quy tắc này được mô tả lần đầu tiên trong bài xã luận năm 1969 mang tên "Định nghĩa về đóng góp duy nhất" của Franz Ingelfinger, tổng biên tập của tạp chí vào thời điểm đó. Một số tạp chí y khoa cũng áp dụng các quy tắc tương tự.

## Tranh cãi xung quanh việc sửa đổi Vioxx
Vào đầu thập niên 2000, tạp chí The New England Journal of Medicine đã vướng vào một cuộc tranh cãi xoay quanh các vấn đề liên quan đến các bài nghiên cứu về thuốc Vioxx. Một nghiên cứu được công bố trên tạp chí vào tháng 11 năm 2000 đã ghi nhận khả năng gia tăng nhồi máu cơ tim ở những người dùng thuốc Vioxx. Theo Richard Smith, cựu biên tập viên của Tạp chí Y khoa Anh, những lo ngại về tính chính xác của nghiên cứu đó đã được nêu ra với biên tập viên của tạp chí Jeff Drazen từ tháng 8 năm 2001. Năm đó, cả Cục Quản lý Thực phẩm và Dược phẩm Hoa Kỳ và tạp chí Journal of the American Medical Association (tạm dịch:Tạp chí Hiệp hội Y khoa Hoa Kỳ) cũng đã đặt câu hỏi về tính hợp lệ của cách lý giải dữ liệu được công bố trên NEJM. Merck đã thu hồi loại thuốc này khỏi thị trường vào tháng 9 năm 2004. Vào tháng 12 năm 2005, tạp chí NEJM đã công bố một bài viết bày tỏ quan ngại về nghiên cứu ban đầu sau khi phát hiện ra rằng các tác giả đã không công bố một số tác dụng phụ của thuốc. Nội dung bài viết như sau: "Cho đến cuối tháng 11 năm 2005, chúng tôi tin rằng đây là những sự việc mà các tác giả không biết để kịp thời để đưa vào bài báo đã được xuất bản trên Tạp chí vào ngày 23 tháng 11 năm 2000. Tuy nhiên, từ một bản ghi nhớ ngày 5 tháng 7 năm 2000 được thu thập thông qua lệnh triệu tập trong vụ kiện Vioxx và được cung cấp cho Tạp chí, dường như ít nhất hai tác giả đã biết về ba cơn nhồi máu cơ tim khác trong vòng ít nhất hai tuần trước khi các tác giả nộp bản sửa đổi đầu tiên trong số hai bản sửa đổi và 4 tháng rưỡi trước khi bài báo được xuất bản". Trong khoảng thời gian 5 năm giữa lần xuất bản và Biểu hiện quan ngại, có ước tính cho rằng Merck đã trả 836.000 đô la Mỹ cho NEJM  để in lại bài báo mà Merck đã dùng cho mục đích quảng cáo. Tạp chí đã bị khiển trách công khai bởi Tạp chí Y khoa Anh và Journal of the Royal Society of Medicine (tạm dịch:Tạp chí của Hội Y khoa Hoàng gia) vì cách phản ứng của họ đối với các vấn đề nghiên cứu trong các bài xã luận xuất hiện trên các ấn phẩm.

## Chính sách truy cập mở
Tạp chí NEJM cung cấp miễn phí các bài viết đáp ứng các tiêu chí về tầm quan trọng đối với sức khỏe cộng đồng và toàn cầu cho mọi độc giả khi xuất bản tại NEJM.org. NEJM cũng hợp tác với tổ chức Research4Life trong chương trình Access to Research in Health (tạm dịch: Tiếp cận nghiên cứu về sức khỏe) nhằm cung cấp khả năng truy cập NEJM.org miễn phí cho các quốc gia có thu nhập thấp.
NEJM không thu phí nộp bài hay xuất bản nào từ tác giả. Tạp chí này cũng làm việc với các tác giả của các bài viết báo cáo nghiên cứu được hỗ trợ bởi các tổ chức tài trợ với nhiệm vụ truy cập mở, bao gồm các nhà tài trợ Kế hoạch S và chính phủ Hoa Kỳ, trong đó có Viện Y tế Quốc gia Hoa Kỳ (NIH), để đảm bảo rằng các tác giả có thể đáp ứng các yêu cầu của nhà tài trợ về quyền tiếp cận các kết quả nghiên cứu một cách công khai.
Đối với các bài báo nghiên cứu được nộp trước ngày 1 tháng 2 năm 2024, tạp chí NEJM sẽ cung cấp phiên bản toàn văn có ghi chép tại NEJM.org trong 6 tháng kể từ khi xuất bản. Đối với các bài báo nghiên cứu được nộp trong hoặc sau ngày 1 tháng 2 năm 2024, tạp chí NEJM sẽ cung cấp cho tác giả tệp PDF của Bản thảo đã được tác giả chấp nhận. Tệp PDF có thể được đưa vào kho lưu trữ phi thương mại sau khi được xuất bản.
Tạp chí NEJM cũng có hai chuyên mục podcast, một mục phỏng vấn các bác sĩ và nhà nghiên cứu được công bố trên tạp chí và mục còn lại tóm tắt nội dung của mỗi số báo. Các dịch vụ khác bao gồm Continuing Medical Education, Videos in Clinical Medicine (chiếu video về các thủ thuật y khoa) và Thử thách Hình ảnh hàng tuần.

## Biên tập viên
- Walter Prentice Bowers, 1921–1937
- Robert Nason Nye, 1937–1947
- Joseph Garland, 1947–1967
- Franz J. Ingelfinger, 1967–1977
- Arnold S. Relman, 1977–1991
- Jerome P. Kassirer, 1991–1999
- Marcia Angell, 1999–2000
- Jeffrey M. Drazen, 2000–2019
- Eric Rubin, 2019–nay